# Thomas Gage (General)

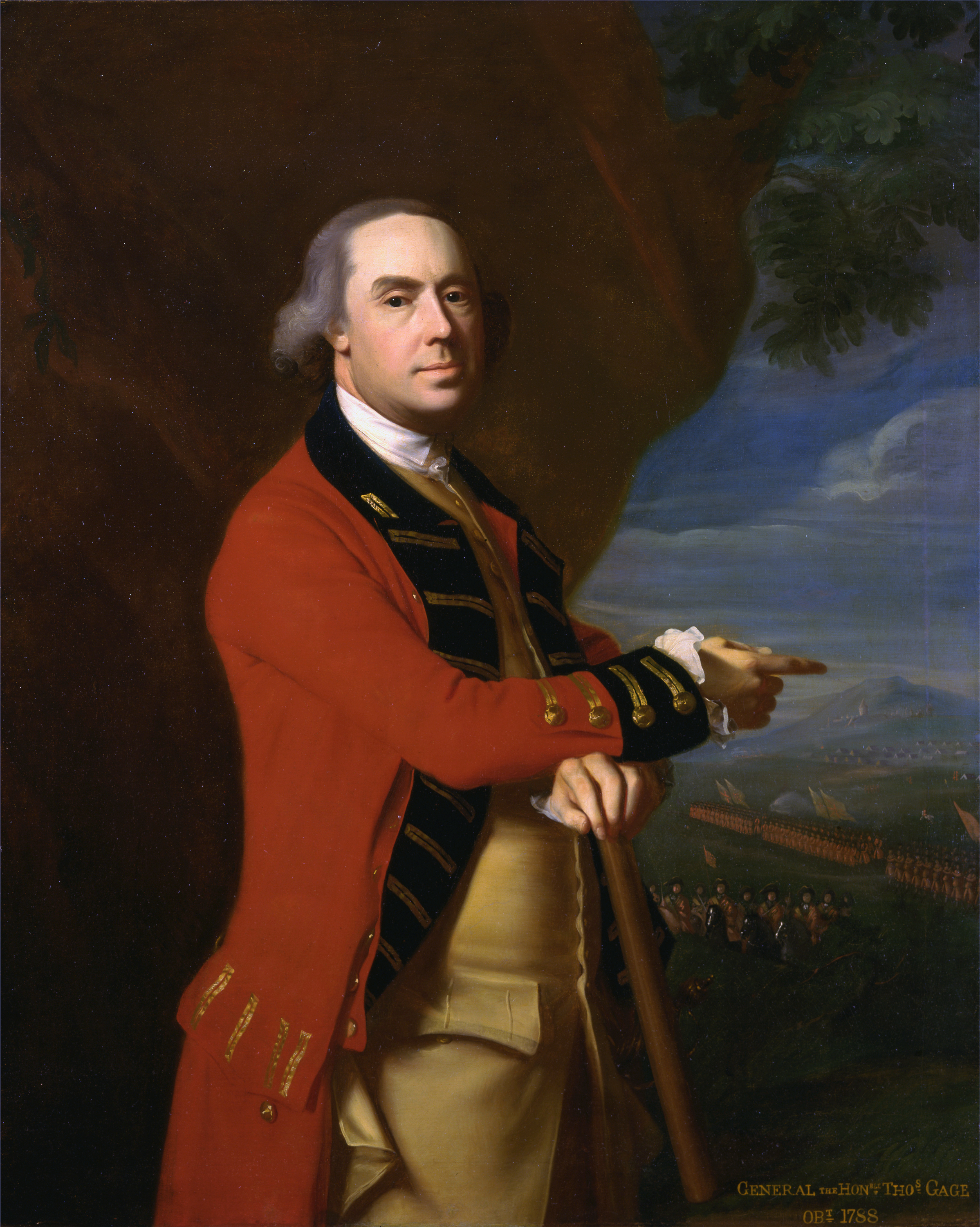
Thomas Gage

Hon. Thomas Gage (* 10. März 1719 in Firle, Sussex; † 2. April 1787, Isle of Portland, Dorset) war ein britischer General und Oberbefehlshaber der Nordamerikastreitkräfte von 1763 bis 1778 während des beginnenden Amerikanischen Unabhängigkeitskrieges.

## Leben
Gage wurde 1719 in Sussex als zweiter Sohn von Thomas Gage, 1. Viscount Gage, geboren, in einer normannischen Familie, die ihre Ahnen bis zur Eroberung Englands zurückverfolgen konnte. Er ging 1741 zur Armee und versah seinen Dienst in Flandern und im Feldzug von Culloden. Im März 1751 wurde er Lieutenant-Colonel des 44th Regiment of Foot.
Ab 1754 diente Gage in Amerika und nahm im folgenden Jahr an General Edward Braddocks misslungener Expedition teil. 1758 heiratete er Margaret Kemble in New Jersey. Von 1758 bis 1762 amtierte er als Colonel des in Amerika neuaufgestellten 80th Regiment of Foot und diente in Jeffrey Amhersts Feldzug gegen Montreal. Er wurde Gouverneur von Montreal und 1761 zum Major-General befördert.
Von 1762 bis 1782 wurde er Colonel des 22nd Regiment of Foot und 1763 wurde er Amhersts Nachfolger als Oberbefehlshaber der britischen Streitkräfte in Amerika. 1768 war er auch kurzzeitig Colonel des 60th (Royal American) Regiment of Foot. 1770 wurde er zum Lieutenant-General befördert. Im Jahre 1774 wurde er zum Kriegsrechtsgouverneur von Massachusetts ernannt und ersetzte damit den zivilen Gouverneur Thomas Hutchinson. In dieser Funktion wurde er mit der Durchsetzung des Bostoner Hafengesetzes betraut. Die Schwierigkeiten bei der Durchführung seiner Aufgaben in dieser Zeit gravierender Unruhe kulminierten 1775, und die Vorfälle am 19. April in der Schlacht von Lexington initiierten den Amerikanischen Unabhängigkeitskrieg. Nach der Schlacht von Bunker Hill wurde Gage von William Howe abgelöst, und er kehrte nach England zurück. Er wurde 1782 zum General befördert, war von 1782 bis 1785 Colonel des 17th Regiment of (Light) Dragoons und von 1785 bis zu seinem Tod, 1787, Colonel des 11th Regiment of (Light) Dragoons.
Aus seiner Ehe hatte er acht Kinder, darunter Major-General Henry Gage, 3. Viscount Gage (1761–1808) und Admiral Sir William Hall Gage (1777–1864).
In dem von Robert Stevenson inszenierten Disney-Film Johnny Tremain (1957) nach dem Roman von Esther Forbes wird Thomas Gage von Ralph Clanton verkörpert.

## Nachweise
1. ↑  Berthold Seewald: Unabhängigkeitskrieg 1775: Die Amerikaner stachen den Briten die Augen aus und schnitten ihnen die Nasen ab - / Nach dem Sieg im Siebenjährigen Krieg wollte Großbritannien seine Kolonien in Nordamerika zur Tilgung der Schulden heranziehen. Als sie sich wehrten, sollte im April 1775 eine Polizeiaktion für Ordnung sorgen. Ihre Folgen? Erstaunlich. In: welt.de/geschichte. welt.de, 18. April 2025, abgerufen am 18. April 2025.
2. ↑  Autor ungenannt: Coming of the American Revolution: Biographical Sketches. In: masshist.org. Massachusetts Historical Society, 2025, abgerufen am 18. April 2025 (englisch).

| Personendaten    | Personendaten |
| ---------------- | --- |
| NAME             | Gage, Thomas |
| KURZBESCHREIBUNG | britischer General und Oberbefehlshaber britischer Streitkräfte während des Amerikanischen Unabhängigkeitskrieges |
| GEBURTSDATUM     | 10. März 1719 |
| GEBURTSORT       | Firle, Sussex |
| STERBEDATUM      | 2. April 1787 |
| STERBEORT        | Isle of Portland, Dorset                                                                                          |